# Escut de Vilanova de Bellpuig

Escut oficial de Vilanova de Bellpuig

L'escut oficial de Vilanova de Bellpuig té el següent blasonament:
Escut caironat: d'or, 3 faixes viperades de sable; ressaltant sobre el tot una flor de lis d'atzur. Per timbre, una corona mural de poble.

## Història
Va ser aprovat el 25 de setembre del 1989 i publicat al DOGC l'11 d'octubre del mateix any amb el número 1205.
El viperat d'or i de sable són les armes dels Anglesola, barons de Bellpuig, ja que el poble pertanyia a aquesta baronia. Els Anglesola van decidir repoblar el seu territori, després de la conquesta de Lleida als musulmans el 1149, i van crear el poble, que va atreure molta gent de Bellpuig; d'aquí el nom de Vilanova de Bellpuig. La flor de lis és una al·lusió a la Mare de Déu del Lliri, que és especialment venerada a la localitat.